# Рембуш
Рембуш (пол. Rębusz, нім. Augustwalde) — село в Польщі, у гміні Бежвник Хощенського повіту Західнопоморського воєводства.
Населення — 155 осіб (2011).
У 1975-1998 роках село належало до Гожовського воєводства.

## Демографія
Демографічна структура станом на 31 березня 2011 року:
|          | Загалом | Допрацездатний вік | Працездатний вік | Постпрацездатний вік |
| -------- | ------- | ------------------ | ---------------- | -------------------- |
| Чоловіки | 76      | 16                 | 53               | 7                    |
| Жінки    | 79      | 16                 | 47               | 16                   |
| Разом    | 155     | 32                 | 100              | 23                   |